# Игнацовка
Игнацовка (бел. Ігнацоўка) — деревня в Любоничском сельском совете Кировского района Могилёвской области Белоруссии. Название образовано от имени Игнат или производных от него фамилий.
На 1 января 2017 года в деревне насчитывалось 2 хозяйства, в которых проживало 3 жителя.